# Visokoškolska knjižnica
Visokoškolska knjižnica je samostalna organizacijska jedinica u sastavu sveučilišta ili posebna stručna organizacijska jedinica u sastavu fakulteta koja prikuplja, obrađuje, pohranjuje i daju na korištenje dokumente i informacije znanstvenog, obrazovnog i opće kulturnog karaktera, stvarajući sastavni dio znanstveno-nastavne i istraživačke infrastrukture. Kada je visokoškolska knjižnica u sastavu sveučilišta naziva se sveučilišna knjižnica, a kada je u sastavu fakulteta naziva se fakultetska knjižnica.
Visokoškolska knjižnica je komunikacijsko središte preko kojih se posreduju znanstvene i stručne publikacije i informacije nastale: kao rezultat znanstveno-istraživačkih procesa na matičnom sveučilištu; kao rezultat stručne obradbe vlastitih fondova; kao rezultat stručne obradbe fondova relevantnih knjižnica u zemlji inozemstvu; kao rezultat stručnog rada u raznim informacijsko-referalnim jedinicama i službama obradbe znanstvenih informacija.
Prema sadržaju svojih fondova i organizaciji informacijske djelatnosti, visokoškolske knjižnice mogu biti općeg i specijalnog tipa. 

## Visokoškolske knjižnice u Hrvatskoj
Sve su visokoškolske knjižnice u Republici Hrvatskoj elementi knjižničnog sustava koji se izgrađuje na osnovi jedinstvene razvojne politike. Sve visokoškolske knjižnice jednog sveučilišta su dio knjižničnog sustava tog sveučilišta. U okviru knjižničnog sustava sveučilišta odnosno knjižničnog sustava Hrvatske, visokoškolske knjižnice pristupaju ostvarivanju zajedničkih funkcija koje omogućavaju racionalnije korištenje sredstava, opreme, fondova i informacija.
Visokoškolske knjižnice u Hrvatskoj osnivaju se najčešće u sklopu fakulteta, među kojima su najznačajnije u Zagrebu knjižnice na: Pravnom fakultetu (osnovana 1906. godine), Tehničkom fakultetu (osnovana 1919. godine), Ekonomskom (osnovana 1920. godine), Veterinarskom (osnovana 1922. godine), knjižnica Slavističkog seminara na Filozofskom fakultetu (osnovana 1906. godine), knjižnica Romanskoga seminara na Filozofskom fakultetu (osnovana 1920. godine) te knjižnica Centralnoga higijenskog zavoda (osnovana 1927. godine), osnovana u sklopu Škole narodnog zdravlja "Andrija Štampar" kao središnja medicinska knjižnica tog vremena. Najveća viskokoškolska knjižnica je Nacionalna i sveučilišna knjižnica u Zagrebu, s dvojnom zadaćom nacionalne (zadaća nacionalne knjižnice je primanje obveznog primjeraka publikacije, te vođenje tekuće nacionalne bibliografije) i sveučilišne knjižnice
Visokoškolske knjižnice suradnju s onim knjižničnim i srodnim informacijskim službama unutar i izvan organizacijske strukture sveučilišta koje djeluju na istim ili srodnim područjima i disciplinama.
- Popis visokoškolskih knjižnica u Hrvatskoj  Arhivirana inačica izvorne stranice od 24. ožujka 2016. (Wayback Machine) (pristupljeno 18. svibnja 2015.)